# Babouch
Babouch (arabe : ببوش) est un village du nord de la Tunisie et l'un des principaux points de passage commercial terrestre sur la frontière algéro-tunisienne.
Connu par sa faune et sa flore riche et diversifiée, il se situe à une vingtaine de kilomètres de Tabarka, douze kilomètres de la station thermale de Hammam Bourguiba, cinq kilomètres d'Aïn Draham et trois kilomètres de la frontière.
Babouch a joué un rôle dans la lutte contre la colonisation française au vu de son emplacement stratégique entre la Tunisie et l'Algérie, notamment durant les incidents de mai 1881.